# Роджър Мур
Сър Роджър Мур, KBE (на английски: Roger Moore) е английски актьор, носител на награди „Сатурн“, „Златен глобус“ и „Златна камера“. Известен е с ролята на Джеймс Бонд в седем от филмите за британския агент, между които са „Живей, а другите да умрат“, „Мъжът със златния пистолет“, „Муунрейкър“, „Октопуси“ и „Изглед към долината на смъртта“. От 2007 г. има звезда на Холивудската алея на славата.
Роджър Мур е командор на Британската империя от 1999 г. и рицар-командор на Британската империя от 2003 г. заради приноса му към благотворителността.

## Биография
Роджър Джордж Мур е роден на 14 октомври 1927 г. в Стокуел, Южен Лондон в семейство на полицай. На 15 години влиза в художествено училище там той иска да стане художник. Започва актьорската си кариера като статист. По същото време учи в Кралската академия за драматични изкуства и участва в различни пиеси в Уест Енд. След уволнението от армията работи в театъра, радиото и телевизията.
Пристига в САЩ през 1953 г. и подписва договор с MGM за второстепенни роли в няколко филма. Той става популярен с тв сериалите „Айвънхоу“ и „Маверик“. Най-голяма известност му носи тв сериалът „Светецът“. Заради договора с този сериал не може да участва в първия филм за Джеймс Бонд през 1962 г., но все пак участва във филма през 1972 година. Мур се снима в седем филма за Джеймс Бонд, дори повече от легендата Шон Конъри, и се пенсионира като агент 007 през 1985 г.
Роджър Мур е първият актьор, играл Джеймс Бонд, който получава Орден на Британската империя и титлата Командор (CBE – Commander of the British Empire) през март 1999. Той е посланик на добра воля на УНИЦЕФ и за тази си дейност през 2003 г. е удостоен с по-високото звание Рицар-командор на същия орден KBE.
Умира на 23 май 2017 г. в Швейцария.

## Личен живот
Женил се е 4 пъти, като последната му съпруга (от 2002) е Кики Холструп, и има 3 деца и 4 внучета.

## Филмография
- Caesar and Cleopatra (1945)
- Perfect Strangers (1945)
- Gaiety George (1946)
- Piccadilly Incident (1946)
- Paper Orchid (1949)
- Trottie True (1949)
- Honeymoon Deferred (1950)
- One Wild Oat (1951)
- The Last Time I Saw Paris (1954)
- Interrupted Melody (1955)
- The King's Thief (1955)
- Diane (1956)
- The Miracle (1959)
- The Sins of Rachel Cade (1961)
- Gold of the Seven Saints (1961)
- Romulus and the Sabines (1962)
- No Man's Land (1962)
- Vendetta for the Saint (1968)
- The Fiction Makers (1968)
- Crossplot (1969)
- The Man Who Haunted Himself (1970)
- „Живей, а другите да умрат“ (1973)
- Gold (1974)
- „Мъжът със златния пистолет“ (1974)
- That Lucky Touch (1975)
- London Conspiracy (1976)
- Sherlock Holmes in New York (1976)
- Street People (1976)
- Shout at the Devil (1976)
- „Шпионинът, който ме обичаше“ (1977)
- The Wild Geese (1978)
- Escape to Athena (1979)
- „Муунрейкър“ (1979)
- North Sea Hijack also known as ffolkes (1980)
- The Sea Wolves (1980)
- Sunday Lovers (1980)
- The Cannonball Run (1981)
- „Само за твоите очи“ (1981)
- „Октопуси“ (1983)
- Curse of the Pink Panther (1983)
- The Naked Face (1984)
- „Изглед към долината на смъртта“ (1985)
- The Magic Snowman (1987) (voice)
- Fire, Ice and Dynamite (1990)
- Bullseye! (1990)
- Bed and Breakfast (1992)
- The Man Who Wouldn't Die (1994 TV)
- The Quest (1996)
- The Saint (1997)
- Spice World (1997)
- The Enemy (2001)
- Na Svoji Vesni (2002)
- Boat Trip (2003)
- Charles Lindbergh: The True Story (2005)
- Here Comes Peter Cottontail: The Movie (2005)
- Agent Crush (2008)